# 欒巴
欒巴（?—168年），字叔元，蜀郡成都人，東漢時的宦官。

## 生平
欒巴初入宮時任小黃門，後升至黃門令。漢順帝因大中土在洛陽建皇陵，毀壞老百姓的墓地，欒巴就此事上書，但當時梁太后臨朝，判欒巴下獄，逹二十多年。至漢靈帝即位，大將軍竇武及太傅陳蕃召欒巴回朝，拜議郎。但竇派與宦官發生衝突，宦官迫靈帝殺竇陳二人，欒巴亦受牽連，貶為永昌太守，後又借病請請辭，靈帝不肯。欒巴又為竇陳二人上書反案，靈帝大怒命廷尉議罪，最終欒巴自殺身亡。

## 家庭
欒巴是少數淨身不徹底，仍有男性生殖能力的宦官，《後漢書》指欒巴「陽氣通暢，白上乞退」，欒巴辞官後結婚，並生下兒子欒賀，欒賀官至雲中太守。

## 延伸阅读
[在维基数据编辑]
 《後漢書/卷57》，出自范晔《後漢書》